# Hildenbrandiophycidae
Hildenbrandiophycidae, podrazred crvenih algi u razredu Florideophyceae kojega čini jedan red (Hildenbrandiales) i jedna porodica (Hildenbrandiaceae). Postoji 19 priznatih vrsta unutar dva roda.  Ime je došlo po rodu Hildenbrandia.

## Rodovi
1. Apophlaea Harvey   2
2. Hildenbrandia Nardo   17